# Banteay Samré
Banteay Samré es un templo hinduista ubicado en la zona de Angkor, Camboya. Pertenece al conjunto de templos  declarados Patrimonio de la Humanidad por la Unesco en 1992.

## Historia
La autoría del templo se atribuye a Suryavarman II y a Yashovarman II, ambos del siglo XII. Mantiene el mismo estilo arquitectónico de Angkor Wat, siendo considerado como el mejor exponente de este período después del propio templo de Angkor. El nombre del templo significa "ciudadela de Samré", en alusión a la cercana localidad de Samré.
Se cree que el templo estuvo dedicado al dios Vishnú.
El templo ha sido parcialmente restaurado recientemente por Maurice Glaize

## Arquitectura

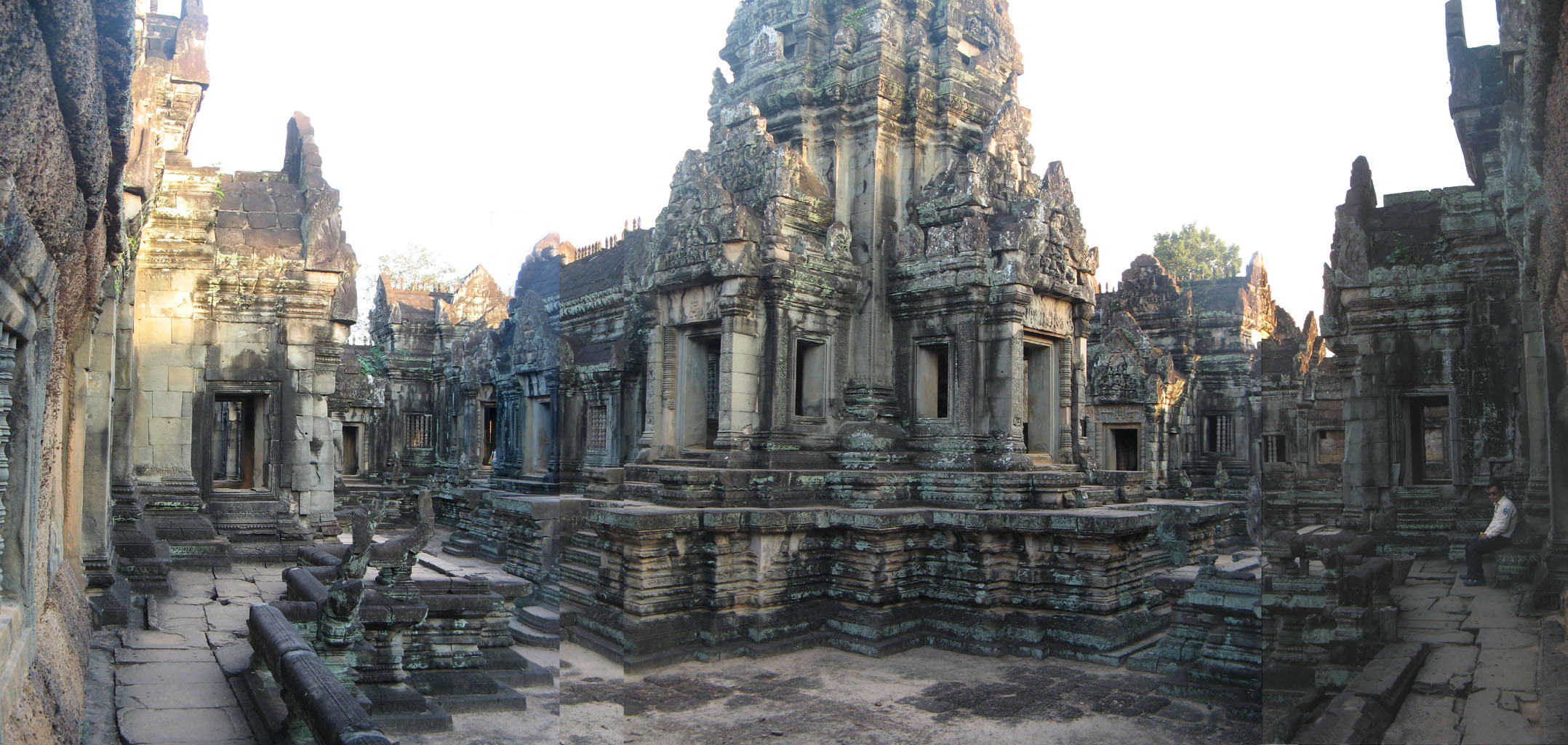
Panorámica del recinto interior.

El templo posee un paseo ceremonial de entrada de 140m de longitud, situado en la entrada este, que originalmente pudo haber estado techado con madera. El camino culmina en una escalinata que conduce a una terraza desde la que se accede al complejo. Éste consta de dos recintos amurallados: el exterior tiene unas dimensiones de 83 x 77 m, y 6 m de altura, y posee una galería perimetral columnada hacia el interior, ya prácticamente destruida, y cuatro gopuras o pabellones ceremoniales en cada una de sus cuatro entradas, ubicadas en los puntos cardinales. El recinto interior, de 44 x 38 m, adornado también con cuatro gopuras, contiene el templo piramidal característico de este estilo arquitectónico, denominado Prasat, y que está culminado con una corona en forma de loto que alcanza los 21 m de altura. El recinto interior alberga también un Mandapa o pabellón, que ubicado al este del prasat ejerce la función de antesala del templo. Dos librerías exentas flanquean el pabellón, rematando el conjunto. Todas las piezas del recinto interior están elevadas sobre altos pedestales, generando un espacio interior muy escarpado y compacto. 
El templo está decorado con abundantes relieves de temática hinduista, narrando diversas escenas del Ramayana.
Los muros que conforman ambos recintos están realizados con bloques de laterita toscamente tallados, mientras que tanto los edificios interiores como los remates y elementos decorativos se construyeron con piedra arenisca.